# 心理依赖
心理依赖（英語：Psychological dependence），亦称精神依赖，指的是在停药、停止某项活动时因情感产生的依赖导致的戒断症状（如煩躁、失乐、焦慮等）。心理依赖有时候也被认为是成瘾症状的一部分。然而，有些能够让人产生依赖性的药物并不会让人成瘾，反过来也是如此。成瘾与心理依赖都可通过强化（一种操作制約）来缓和症状，但是这两种各自有不同的强化方式。 成瘾是一种对奖励刺激的寻求，可通过正向强化的方式减轻症状。心理依赖则通常需要反向强化的方式来解决，需要进行某些能够避免戒断症状的行为才能缓和。